# Zdziebórz
Zdziebórz (prononciation : [ˈzd͡ʑebuʂ]) est un village polonais de la gmina de Somianka dans le powiat de Wyszków de la voïvodie de Mazovie dans le centre-est de la Pologne.
Il se situe à environ 7 kilomètres au sud-ouest de Somianka (siège de la gmina), à 18 kilomètres à l'ouest de Wyszków (siège du powiat) et à 39 kilomètres au nord-est de Varsovie (capitale de la Pologne).
Le village possède une population d'environ 200 habitants.

## Histoire
De 1975 à 1998, le village faisait partie du territoire de la voïvodie d'Ostrołęka.

Depuis 1999, Zdziebórz est situé dans la voïvodie de Mazovie.